# Ctenotus ora
Ctenotus ora is een hagedis uit de familie skinken (Scincidae) en het geslacht Ctenotus.

## Naam en indeling
Ctenotus ora werd voor het eerst wetenschappelijk beschreven in 2012 door Geoffrey M. Kay en J. Scott Keogh. De wetenschappelijke geslachtsnaam Ctenotus betekent 'gekamd oor', wat slaat op de kamachtige structuur aan het oor van de soorten uit het geslacht. De soortnaam ora betekent 'kust', wat refereert aan de habitat van deze hagedis.

## Uiterlijke kenmerken
Ctenotus ora bereikt een kopromplengte van ongeveer zes centimeter. De lichaamskleur is bruin aan de bovenzijde, de flanken zijn lichter gestreept. De buikzijde is niet gestreept.

## Verspreiding en habitat
De skink is endemisch in West-Australië. De habitat bestaat uit de zandduinen bij Perth. Volgens wetenschappers is de overlevingskans van de soort gering als gevolg van de toenemende urbanisatie.

## Beschermingsstatus
Door de internationale natuurbeschermingsorganisatie IUCN is de beschermingsstatus 'kwetsbaar' toegewezen (Vulnerable of VU).